# ブラーヴェ

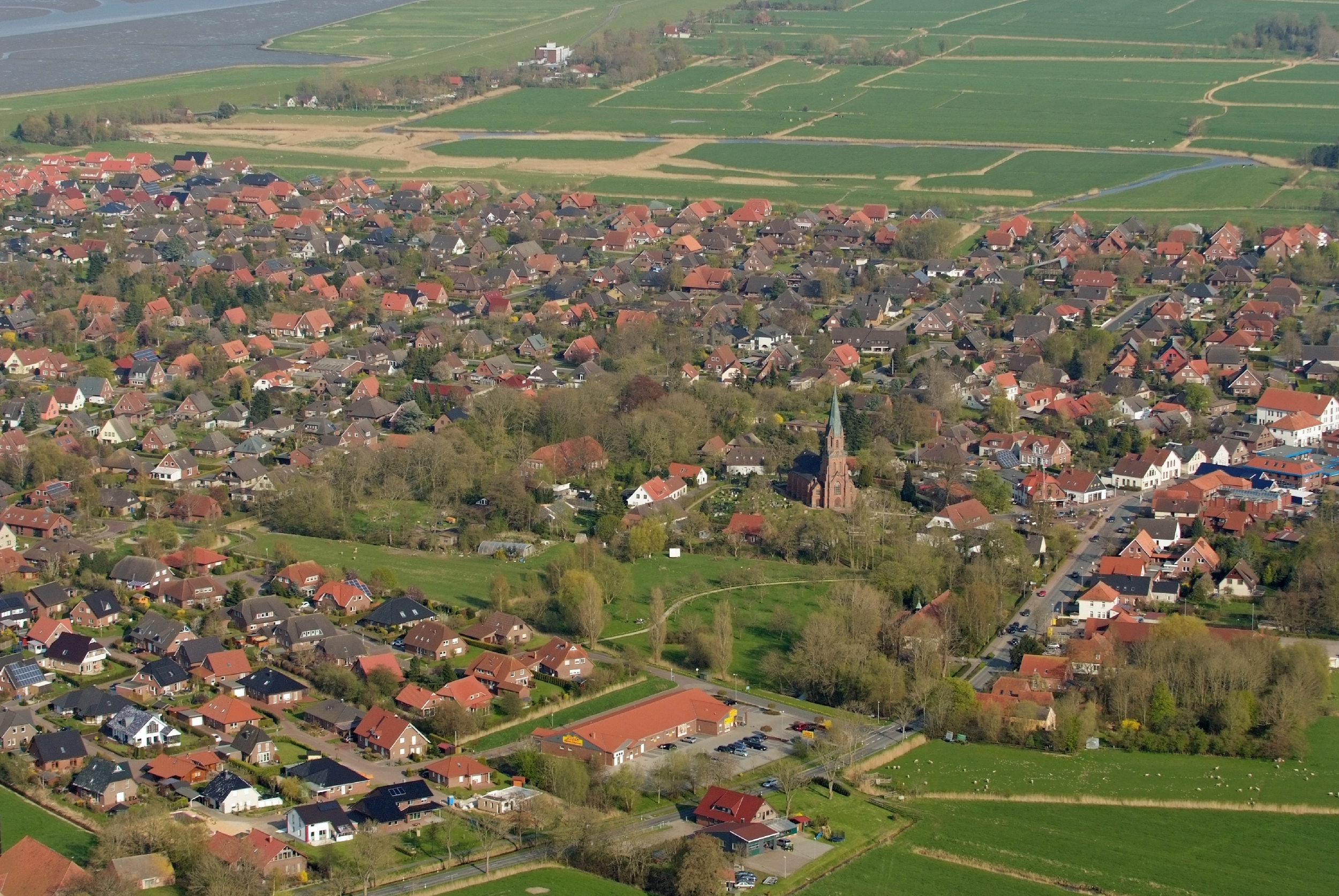
ブラーヴェの町並み（2013年5月）

ブラーヴェ（ドイツ語: Burhave）はドイツ連邦共和国ニーダーザクセン州ヴェーザーマルシュ郡ブチャディンゲンにある町。
2000人以上の人口を抱えるブラーヴェはブチャディンゲン最大の自治体であり、ブチャディンゲンにおける中心地である。北海に面したリゾート地としても知られる。

## 地理
ヴェーザー川河口の北西約15kmの北海沿岸にある湿地帯の中心に位置する。海岸にはかつて砂浜があったが、経年に従って次第に泥が多くなった。ヴェーザー川外部の人為的な深化による流動状態の変化が原因と考えられる。
町には1880年頃から校舎として改築され、1955年にカトリック教会として奉献されたヘルツ・マリア・キルヒェ教会がある。